# حمض البيبيميديك
حمض البيبيميديك أو بيبيميديك أسيد (Pipemidic Acid) المعروف أيضا باسم حمض Piperamic. وهو من أصل شبه اصطناعي وينتمي إلى الكينولونات. ينتمي للزمرة الدوائية مضادات الجراثيم. الذي يظهر بعض التداخل في آلية العمل مع pyridone مماثل الذي يحتوي على كوينولون.

## الاستعمال الطبي
أمراض الجهاز البولي السفلي غير المختلطة الناجمة عن الجراثيم سلبية الغرام (عدا الزوائف).

## مضادات الاستطباب
- فرط الحساسية تجاه الكينولونات.
- البرفيرية.

## الآثار الجانبية
- غثيان،إقياء، عسر هضم، إسهال، ألم بطني.
- صداع، دوار، دوخة.
- اضطرابات في النوم.
- طفح، حكة.

أحياناً: قهم، ارتفاع البولينا والكرياتينين في الدم، تململ، نعاس، إعياء، وهن، تخليط، اختلاجات، هلوسات، خدر، حساسية ضوئية، ردود فعل تحسسية تشمل (حمى، حكة، وذمة وعائية، ألم مفصلي، ألم عضلي،تأق)، اضطرابات دموية، اضطرابات حواس.

## الجرعة
فموياً: 400 ملغ صباحاً ومساءً.

## تحذيرات
- الأمراض الكبدية.
- القصور الكلوي.
- بيلة الغلوكوز الإيجابية الكاذبة.
- عوز أنزيم G6PD.
- الحمل والإرضاع.
- اليافعون، الأطفال.
- وجود سيرة مرضية للصرع أو عوامل مؤهبة لحدوث نوبات.
- مراقبة الوظيفة الكبدية والكلوية وإجراء تعداد دموي لدى استعمال الدواء لأكثر من أسبوعين.
- تجنب التعرض الشديد لأشعة الشمس وإيقاف المعالجة لدى ظهور حساسية ضوئية.
- إيقاف المعالجة لدى ظهور ردود فعل نفسية أو فرط حساسية (بما فيها الطفح الشديد).
- إيقاف المعالجة لدى ظهور اعراض ألم أو احمرار أو تمزق أوتار.